# 柳林镇 (铜川市)
柳林镇是中国陕西省铜川市耀州区下辖的一个镇。

## 行政区划
柳林镇下辖以下行政区：
柳林村、东石坡村、九里坡村、五联村、五峰村、蔡河村、联合村、神水村、支河村、柏树塬村、龙首村、吴庄村、修文村、王益村、西古村